# Frank Marino
Frank Marino (Francesco Antonio Marino), * 20. listopadu 1954 v Montrealu, je kytarista a leader kanadské hardrockové skupiny Mahogany Rush. Často je, ve srovnání s Jimi Hendrixem, uznáván jako jeden z nejlepších, ale i nejvíce nedoceněných kytaristů 70. let.
Vedle Jimi Hendrixe, Marino udává své další vlivy jako např. Duane Allmana, Johnny Wintera a Carlose Santanu. Hraje blues, heavy metal a často improvizuje. Jeho styl ovlivnil další kytaristy včetně Zakka Wylda a Erica Galese. Díky jeho zvuku ho např. časopis Guitar Player společně s Jeffem Beckem, Eddie Van Halenem a The Edge nazývá "full-spectrum guitar god" (něco jako "kytarový bůh plného rozsahu").

## Diskografie

### Sólo
- The Power of Rock 'n' Roll (1981 CBS)
- Juggernaut (1982 Columbia Records) U.S. #185[5]
- Full Circle (1986)
- From the Hip (1990)

### Mahogany Rush
Hlavní článek: Mahogany Rush

### Ostatní nahrávky a sbírky
- California Jam II (1978)
- Fit for A. King (1980)
- Metal Giants (1988)
- Guitar Speak II (1990)
- Hats off to Stevie Ray (1993)
- Bryan Lee: Live at the Old Absinthe House Bar Friday Night (1997)

### Tribute
- Secondhand Smoke: A Tribute to Frank Marino (skladby George Lynche, Ronnie Montroseho, Jamese Byrda a dalších) (2005)